# Sabaria spurca
Sabaria spurca är en fjärilsart som beskrevs av Swinhoe 1902. Sabaria spurca ingår i släktet Sabaria och familjen mätare. Inga underarter finns listade.